# Beethovens femma
För symfonin, se Ödessymfonin.
Beethovens femma, (engelska Beethoven's 5th), är en amerikansk komedi från 2003 i regi av Mark Griffiths med Dave Thomas i huvudrollen som Freddy Kablinski. Filmen, som släpptes direkt på VHS, hade Sverigepremiär den 26 maj 2004.

## Handling
Beethoven tillbringar sommarlovet i en gammal gruvstad tillsammans med farbror Freddie och lyckas hitta den avgörande ledtråden till en sedan länge försvunnen skatt. Beethovens upptäckt sprider guldfeber bland stadens invånare, men vad invånarna inte känner till är att någon vaktar över skatten.

## Om filmen
Filmen är inspelad i Vancouver, British Columbia samt i Universal Studios i Kalifornien, USA.

## Rollista
| Dave Thomas       | – Freddy Kablinski    |
| Faith Ford        | – Julie Dempsey       |
| Daveigh Chase     | – Sara Newton         |
| Tom Poston        | – John Giles / Selig  |
| Katherine Helmond | – Crazy Cora Wilkens  |
| Sammy Kahn        | – Garrett             |
| Richard Riehle    | – Vaughn Carter       |
| Clint Howard      | – Owen Tuttle         |
| Kathy Griffin     | – Evie Kling          |
| John Larroquette  | – Mayor Harold Herman |
| Rodman Flender    | – Moe Seilg           |
| Tina Illman       | – Rita Seilg          |